# Ralph Torres
Ralph Deleon Guerrero Torres (ur. 6 sierpnia 1979 na wyspie Saipan) – północnomariański polityk. Jest dziewiątym Gubernatorem Marianów Północnych, pełniącym funkcję od 29 grudnia 2015 roku, tj. od dnia śmierci dotychczasowego gubernatora – Eloya Inosa do 9 stycznia 2023. Od 12 stycznia 2015 do 29 grudnia 2015 pełnił funkcję Gubernatora Porucznika Marianów Północnych.

## Wykształcenie i życie prywatne
Ukończył Boise High School w Boise, Idaho w 1996 roku. Otrzymał tytuł licencjata z nauk politycznych na Boise State University w 2001 roku. Po ukończeniu studiów wraz ze swoim bratem w 2004 roku założył kancelarię adwokacką Torres Brothers, gdzie pracował do 2008 roku.
Jest żonaty, ma sześcioro dzieci z Dianną Torres.

## Kariera polityczna

### Kariera parlamentarna
W 2007 roku skutecznie ubiegał się o mandat deputowanego do Parlamentu Marianów Północnych, zdobywając 2207 głosów mieszkańców Saipan.
W 2009 roku skutecznie ubiegał się o mandat senatora Marianów Północnych, zdobywając 4661 głosów mieszkańców Saipan. W latach 2013–2015 pełnił funkcję przewodniczącego Senatu.

### Gubernator Porucznik Marianów Północnych
4 listopada 2011, w wyborach Gubernatora Porucznika Marianów Północnych, zdobył 6342 głosy, dzięki czemu przeszedł do drugiej tury, która odbyła się 18 listopada. W drugiej turze uzyskał 6547 głosów (56,96% głosów ważnych), co pozwoliło mu na objęcie mandatu Gubernatora Porucznika Marianów Północnych.

### Gubernator Marianów Północnych
19 grudnia 2015 został Gubernatorem Marianów Północnych, w związku ze śmiercią Eloya Inosa.
W 2016 roku zatwierdził podatek akcyzowy od broni palnej, wynoszący 1000$. Był to najwyższy podatek akcyzowy w całych Stanach Zjednoczonych. W tym samym roku sędzia federalny Stanów Zjednoczonych uznał jego decyzję za niezgodną z Konstytucją USA.
W lutym 2018 roku Bloomberg Businessweek poinformował, że Torres i jego rodzina otrzymywali miliony dolarów z hongkońskiego kasyna Imperial Pacific.
13 listopada 2018 skutecznie ubiegał się o reelekcję, zdobywając 8922 głosy, co pozwoliło mu na zwycięstwo w pierwszej turze.
W listopadzie 2019 roku Izba Reprezentantów Marianów Północnych zaapelowała o impeachment Torresa w związku z prowadzonym przez Federalne Biuro Śledcze śledztwu przeciwko niemu.